# ديف هانسون
ديف هانسون (بالإنجليزية: Dave Hanson)‏ (19 نوفمبر 1968 بهدرسفيلد في المملكة المتحدة - ) هو لاعب كرة قدم بريطاني في مركز الهجوم. لعب مع مانشستر يونايتد ونادي بوري ونادي تشيسترفيلد ونادي ليتون أورينت ونادي هايد إف سي ونادي هاليفاكس تاون ونادي هدنسفورد تاون وFarsley Celtic F.C. ‏ ونونيتون بورو ‏ ونادي دوفر أتليتيك وإف سي هاليفاكس تاون وويلينج يونايتد.

## وصلات خارجية
- ديف هانسون على موقع قاعدة بيانات كرة القدم.إي يو (الإنجليزية)
- ديف هانسون على موقع Soccerbase.com (لاعب) (الإنجليزية)